# Singara
Singara (auch Schiggar; ägyptisch Senger; altgriechisch (τὰ) Σίγγαρα (tà) Síngara oder auch Σίνγαρα, beides (n. pl.); klassisch-syrisch ܫܝܓܪ) war ein antiker Ort in Mesopotamien (heute Sindschar im nördlichen Irak), südlich von Nisibis.
Der Ort, gelegen am Fuße des Berges Sindschar, hatte eine große strategische Bedeutung. In römischer Zeit wurde Singara schwer befestigt und war Legionsstandort (so etwa für die Legio I Parthica). In der Spätantike war die Stadt dann wiederholt das Ziel von Angriffen der Sassaniden. Im Jahr 344 fand hier eine große Schlacht statt, in welcher der römische Kaiser Constantius II. fast schon gewonnen hatte, als ihn das undisziplinierte Verhalten seiner Truppen doch noch den Sieg kostete. Im Frieden von 363 wurde die Stadt dem Sassanidenkönig Schapur II. zugesprochen. In Singara muss es auch eine größere christliche Gemeinde gegeben haben, aus der unter anderem Gabriel von Schiggar stammte, der im 7. Jahrhundert Leibarzt König Chosraus II. war.
Aus römischer Zeit sind heute noch einige Überreste vorhanden. Der Ort ist wohl auch mit dem Schinar der Bibel gleichzusetzen; wenigstens ist der Name davon abgeleitet.